# Tennis Channel Open 2007 - Qualificazioni singolare
Le qualificazioni del singolare  del Tennis Channel Open 2007 sono state un torneo di tennis preliminare per accedere alla fase finale della manifestazione. I vincitori dell'ultimo turno sono entrati di diritto nel tabellone principale. In caso di ritiro di uno o più giocatori aventi diritto a questi sono subentrati i lucky loser, ossia i giocatori che hanno perso nell'ultimo turno ma che avevano una classifica più alta rispetto agli altri partecipanti che avevano comunque perso nel turno finale.
Le qualificazioni del torneo Tennis Channel Open  2007 prevedevano 16 partecipanti di cui 4 sono entrati nel tabellone principale.

## Teste di serie
1. Danai Udomchoke (Qualificato)
2. Chris Guccione (ultimo turno)
3. Ilija Bozoljac (ultimo turno)
4. Paul Capdeville (Qualificato)

1. Wesley Moodie (Qualificato)
2. Zack Fleishman (ultimo turno)
3. Ramón Delgado (ultimo turno)
4. Alex Bogdanović (Qualificato)

## Qualificati
1. Danai Udomchoke
2. Wesley Moodie

1. Alex Bogdanović
2. Paul Capdeville

## Tabellone

### Legenda
| - Q = Qualificato - WC = Wild card - LL = Lucky loser | - ALT = Alternate - SE = Special Exempt - PR = Protected Ranking | - w/o = Walkover - r = Ritirato - d = Squalificato |

### Sezione 1
|  | Primo turno | Primo turno     | Primo turno     | Primo turno | Primo turno |  |  | Ultimo turno | Ultimo turno    | Ultimo turno    | Ultimo turno | Ultimo turno |  |
|  |             |                 |                 |             |             |  |  |              |                 |                 |              |              |  |
|  | 1           | Danai Udomchoke | Danai Udomchoke | 6           | 7           |  |  |              |                 |                 |              |              |  |
|  |             | Benedikt Dorsch | Benedikt Dorsch | 4           | 5           |  |  | 1            | Danai Udomchoke | Danai Udomchoke | 6            | 6            |  |
|  | 7           | Ramón Delgado   | 7               | 3           | 6           |  |  | 7            | Ramón Delgado   | Ramón Delgado   | 2            | 0            |  |
|  |             | Wayne Arthurs   | 5               | 6           | 2           |  |  |              |                 |                 |              |              |  |

### Sezione 2
|  | Primo turno | Primo turno    | Primo turno    | Primo turno | Primo turno |  |  | Ultimo turno | Ultimo turno   | Ultimo turno | Ultimo turno | Ultimo turno |  |
|  |             |                |                |             |             |  |  |              |                |              |              |              |  |
|  | 2           | Chris Guccione | Chris Guccione | 7           | 6           |  |  |              |                |              |              |              |  |
|  |             | Brian Wilson   | Brian Wilson   | 62          | 4           |  |  | 2            | Chris Guccione | 5            | 7            | 64           |  |
|  | 5           | Wesley Moodie  | Wesley Moodie  | 6           | 7           |  |  | 5            | Wesley Moodie  | 7            | 5            | 7            |  |
|  |             | Ryan Sweeting  | Ryan Sweeting  | 2           | 65          |  |  |              |                |              |              |              |  |

### Sezione 3
|  | Primo turno | Primo turno     | Primo turno     | Primo turno | Primo turno |  |  | Ultimo turno | Ultimo turno    | Ultimo turno    | Ultimo turno | Ultimo turno |  |
|  |             |                 |                 |             |             |  |  |              |                 |                 |              |              |  |
|  | 3           | Ilija Bozoljac  | 6               | 3           | 6           |  |  |              |                 |                 |              |              |  |
|  |             | Alex Kuznetsov  | 4               | 6           | 1           |  |  | 3            | Ilija Bozoljac  | Ilija Bozoljac  | 1            | 3            |  |
|  | 8           | Alex Bogdanović | Alex Bogdanović | 6           | 6           |  |  | 8            | Alex Bogdanović | Alex Bogdanović | 6            | 6            |  |
|  |             | Cecil Mamiit    | Cecil Mamiit    | 0           | 1           |  |  |              |                 |                 |              |              |  |

### Sezione 4
|  | Primo turno | Primo turno     | Primo turno     | Primo turno | Primo turno |  |  | Ultimo turno | Ultimo turno    | Ultimo turno    | Ultimo turno | Ultimo turno |  |
|  |             |                 |                 |             |             |  |  |              |                 |                 |              |              |  |
|  | 4           | Paul Capdeville | Paul Capdeville | 6           | 6           |  |  |              |                 |                 |              |              |  |
|  |             | Bobby Reynolds  | Bobby Reynolds  | 4           | 3           |  |  | 4            | Paul Capdeville | Paul Capdeville | 6            | 6            |  |
|  | 6           | Zack Fleishman  | Zack Fleishman  | 6           | 7           |  |  | 6            | Zack Fleishman  | Zack Fleishman  | 4            | 3            |  |
|  |             | Phillip King    | Phillip King    | 0           | 5           |  |  |              |                 |                 |              |              |  |